# Antonio Altarriba
Antonio Altarriba Ordóñez (Saragosse, Espagne, 1952) est un essayiste, romancier, critique et scénariste de bande dessinée et de télévision espagnol, également professeur de littérature française à l'université du Pays basque,,,.

## Biographie
En France, il s'est surtout fait connaître pour sa bande dessinée L’Art de voler (El arte de volar), illustrée par Kim, publiée en 2009, roman graphique biographique racontant la vie de son père, sur fond des crises et de l'histoire de l'Espagne et de l'Europe du XXe siècle. En 2010, l'ouvrage obtient le Prix national de la bande dessinée.
En 2015, il est couronné du Grand prix de la critique pour son album Moi, assassin, illustré par Keko.

## Œuvre

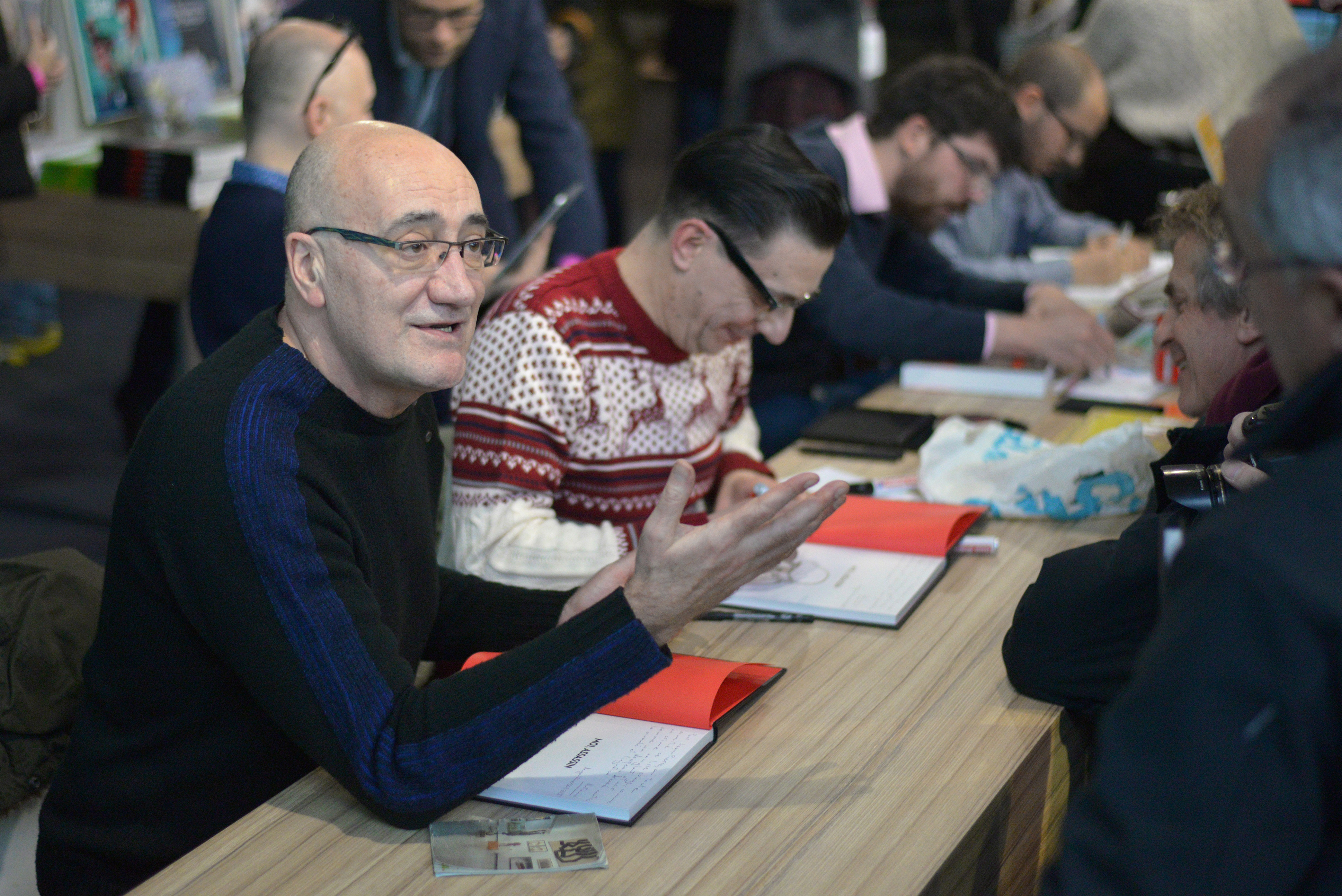
Antonio Altarriba au Festival d'Angoulême 2015.

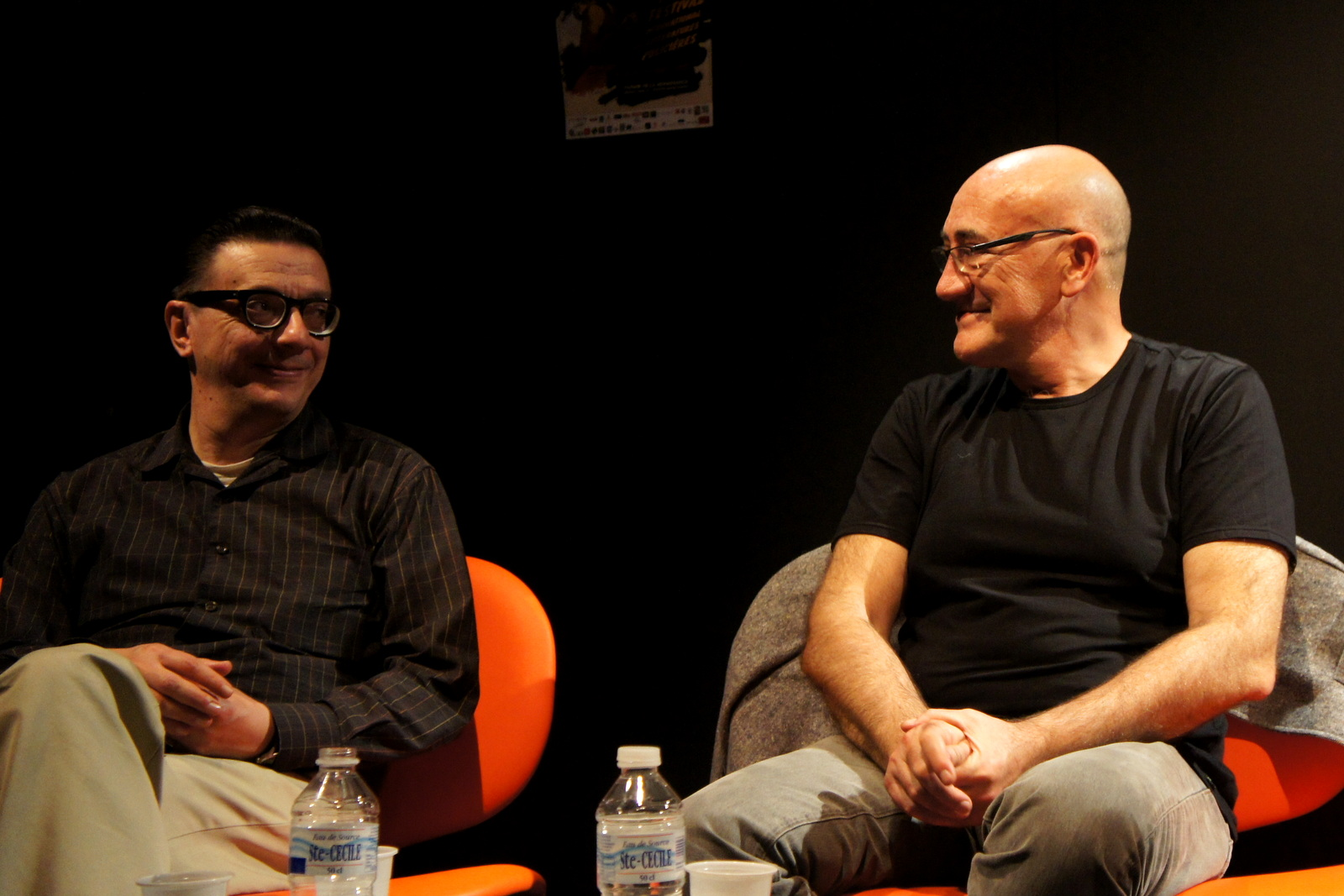
Keko et Antonio Altarriba à Toulouse - Médiathèque Grand M pour une rencontre autour de "Moi, assassin" le 6 octobre 2015

- L'art de voler, Paris, Denoël, coll « Denoël Graphic », 2009
Scénario : Antonio Altarriba - Dessin : Kim - trad. de El arte de volar, par Alexandra Carrasco,  (ISBN 978-2-207-10972-4)

Prix national de la bande dessinée 2010
- Moi, assassin, Paris, Denoël, coll « Denoël Graphic », 2014
Scénario : Antonio Altarriba - Dessin : Keko - (ISBN 978-2-207-11688-3).

Grand prix de la critique 2015

#### Publié en espagnol
- Sobre literatura potencial (1987) avec Antonio Altarriba comme Éditeur scientifique
- Cuerpos entretejidos (1996)
- Sexo, pecados y medio (2001)
- La España del tebeo : la historieta española de 1940 a 2000,
- La paradoja del libertino (2008)
- El arte de volar (2009)
- Maravilla en el país de las Alicias (2010)
- Yo, asesino (2016)
- El ala rota (2016)

#### Publié en français
- L'art de voler [dessin de] Kim; traduit de l'espagnol par Alexandra Carrasco, Denoël, 2011
- Moi, assassin [dessin de] Keko ; traduit de l'espagnol par Alexandra Carrasco, Denoël,2014
- Ombres d'été (2015) avec Antonio Altarriba comme Préfacier
- L'aile brisée [dessin de] Kim; traduit de l'espagnol par Alexandra Carrasco Denoël, 2016
- Moi, fou, [dessin de] Keko ; traduit de l'espagnol par Alexandra Carrasco, Denoël, 2018
- Moi, menteur, [dessin de] Keko ; traduit de l'espagnol par Alexandra Carrasco, Denoël, 2021
- Le ciel dans la tête, [dessin de] Sergio Garcia Sanchez ; traduit de l'espagnol par Alexandra Carrasco, Denoël, 2023